# Last Night a D.J. Saved My Life
«Last Night a D.J. Saved My Life» (en español Anoche un Dj me salvó la vida) es una canción escrita por Michael Cleveland, integrante del grupo Indeep. La canción es interpretada por las vocalistas del grupo, Reggie y Rose Marie Ramsey. La protagonista del tema recuerda lo aburrida que se encontraba una noche hasta que un Dj puso una buena canción que le dio energía a su noche y le salvó la vida.
Se lanzó cómo sencillo en 1982 y se convirtió en el mayor éxito publicado por el sello discográfico Sound of New York. Alcanzó el número diez en la lista de canciones R&B en Estados Unidos y el trece en la principal lista de sencillos en el Reino Unido.
La canción aparece cómo tercera pista en su álbum homónimo.
Varios críticos como Rolling Stone alabaron la canción. La revista Blender colocó la canción en el número 406 en su lista 500 Greatest Songs Since You Were Born en español Las 500 mejores canciones desde que naciste.
El título del libro de Disc Jockey Last Night a DJ Saved My Life fue inspirado en la canción.
En el 2004, el productor británico Seamus Haji hizo varias remezclas de la canción bajo el sello de Big Love Records y fueron lanzadas con el título de "Last Night a DJ Saved My Life (ATFC mixes)". Esta versión alcanzó el número trece en el Reino Unido en el 2006.

## Versión de Busta Rhymes/Flipmode Squad
Busta Rhymes y sus compañeros miembros de Flipmode Squad utilizaron el instrumental de "Last Night a DJ Saved My Life" en su canción "There's not a problem my squad can't fix".

## Versión de Mariah Carey
La estrella de pop Mariah Carey coprodujo una versión de "Last Night a DJ Save My Life" con DJ Clue y DJ Duro para su décimo álbum Glitter (2001).
Esta versión cuenta con la colaboración de Fabolous y Busta Rhymes, que rapean los primeros versos de la canción.
Se lanzó cómo sexto y final sencillo en el 2001 solo en España y de forma estrictamente promocional para levantar un poco las ventas del álbum, que eran relativamente lentas.
Debido a su lanzamiento limitado y a los conflictos de la artista con su sello discográfico Virgin; el vídeo filmado (dirigido por Sanaa Hamri) no se lanzó hasta finales del 2003 por un fan club en línea de Carey.

## Otras versiones
- La banda británica 5ive utilizó la melodía en su canción "If Ya Gettin' Down".
- La canción también aparece en el álbum mentalmilestones del artista alemán Paniq.
- La canción "Last night a DJ killed my dog" de Mr. Oizo fue inspirada en "Last Night a DJ Save My Life".
- La frase se utiliza en la canción "Request Line" de Black Eyed Peas con Macy Gray.
- En 1983 el grupo Parchís hizo una versión en español titulada Qué maravilla de canción, incluida en el álbum Siempre Parchís.
- Madonna en su "Sticky & Sweet World Tour" (2008-2009) usó parte de este sencillo como introducción a la canción Music, en la que aparece un Dj remezclando en vivo este sencillo.
- Los Petersellers, grupo de rock madrileño, hizo una versión en 1999 con una adaptación de la letra en tono humorístico titulada Las zapatillas de bailar